# Choices II: The Setup
Choices II: The Setup – siódmy studyjny album amerykańskiego zespołu hip-hopowego Three 6 Mafia. Został wydany 29 marca 2005 roku nakładem wytwórni Sony Music Entertainment. Sprzedał się w ponad 400 000 egzemplarzach.

## Lista utworów
CD 1
1. „Intro” – 1:06
2. „Who da Fuck You Playin' Wit?” (featuring Lil Wyte & Frayser Boy) – 4:48
3. „Yeah I Rob” (featuring Mr. Bigg) -4:42
4. „P.I.M.P.” (featuring Lil Wyte & Frayser Boy) - 4:44
5. „Skit” – 0:57
6. „It's Whateva Wit Us” (featuring D-Roc of the Ying Yang Twins & Youngbloodz) - 5:41
7. „Pass Dat Shit” (featuring Lil Wyte & Frayser Boy) - 5:19
8. „Squeeze It” (featuring Lil Wyte & Frayser Boy) – 3:47
9. „Official Crunk Junt” (featuring Lil Wyte & Frayser Boy) – 4:26
10. „Who I Is” (featuring Lil Wyte & Trillville) – 4:49
11. „Skit 2” – 0:43
12. „Shoot Up da Club” (featuring Lil Wyte & Frayser Boy – 4:41
13. „Stanky Stanky” (featuring Lil Wyte & Frayser Boy) – 2:48
14. „One Hitta Quitta” (featuring Lil Wyte & Frayser Boy) – 5:05
15. „Gettin Real Buck” - 2:41
16. „I Sho Will (Intro)” – 0:09
17. „I Sho Will [Remix]” (featuring Lil Wyte & Lil’ Flip) – 4:42
18. „Skit 3” – 0:47
19. „Posse Song” (featuring Lil Wyte & Frayser Boy) – 3:31
20. „Outro” – 3:06

CD 2
1. Choices II: The Setup (DVD)